# Way of the Samurai 4
Way of the Samurai 4 (侍道4?, Samurai Dou 4) è un videogioco sviluppato dalla Acquire e pubblicato dalla Spike per PlayStation 3 e PC. È il quarto capitolo della serie di videogiochi Way of the Samurai, ed è stato pubblicato in Giappone il 3 marzo 2011. Il videogioco unisce gli elementi di vari generi di videogiochi.
Si tratta di un titolo pubblicato inizialmente per PlayStation 3, ed una versione in lingua inglese è stata pubblicata nel gennaio 2012 in America Settentrionale dalla Rising Star Games. La pubblicazione del titolo in Europa è avvenuta il 5 ottobre 2012. Il 4 aprile 2012 la XSEED Games ha annunciato che il gioco sarebbe stato reso disponibile come titolo scaricabile attraverso il PlayStation Network il 21 agosto 2012. Il 23 luglio 2015, la versione per PC è stata pubblicata su Steam e, successivamente, su GOG.com.